# توسعة المسجد النبوي في عهد الملك فهد

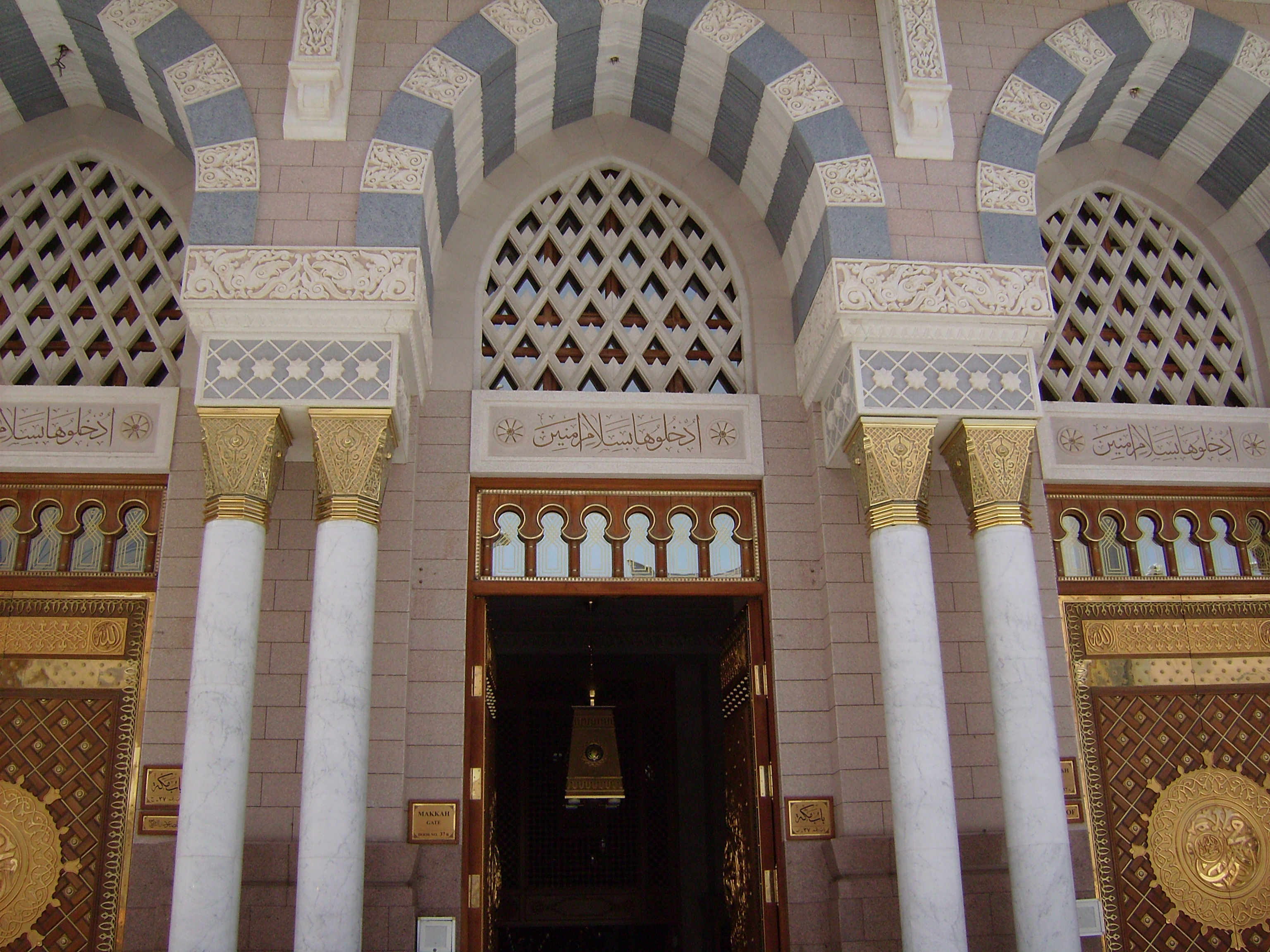
البوابات التي أُنشئت أثناء التوسعة السعودية الثاني، تظهر عبارة "أدخلوها بسلام آمنين" فوقها

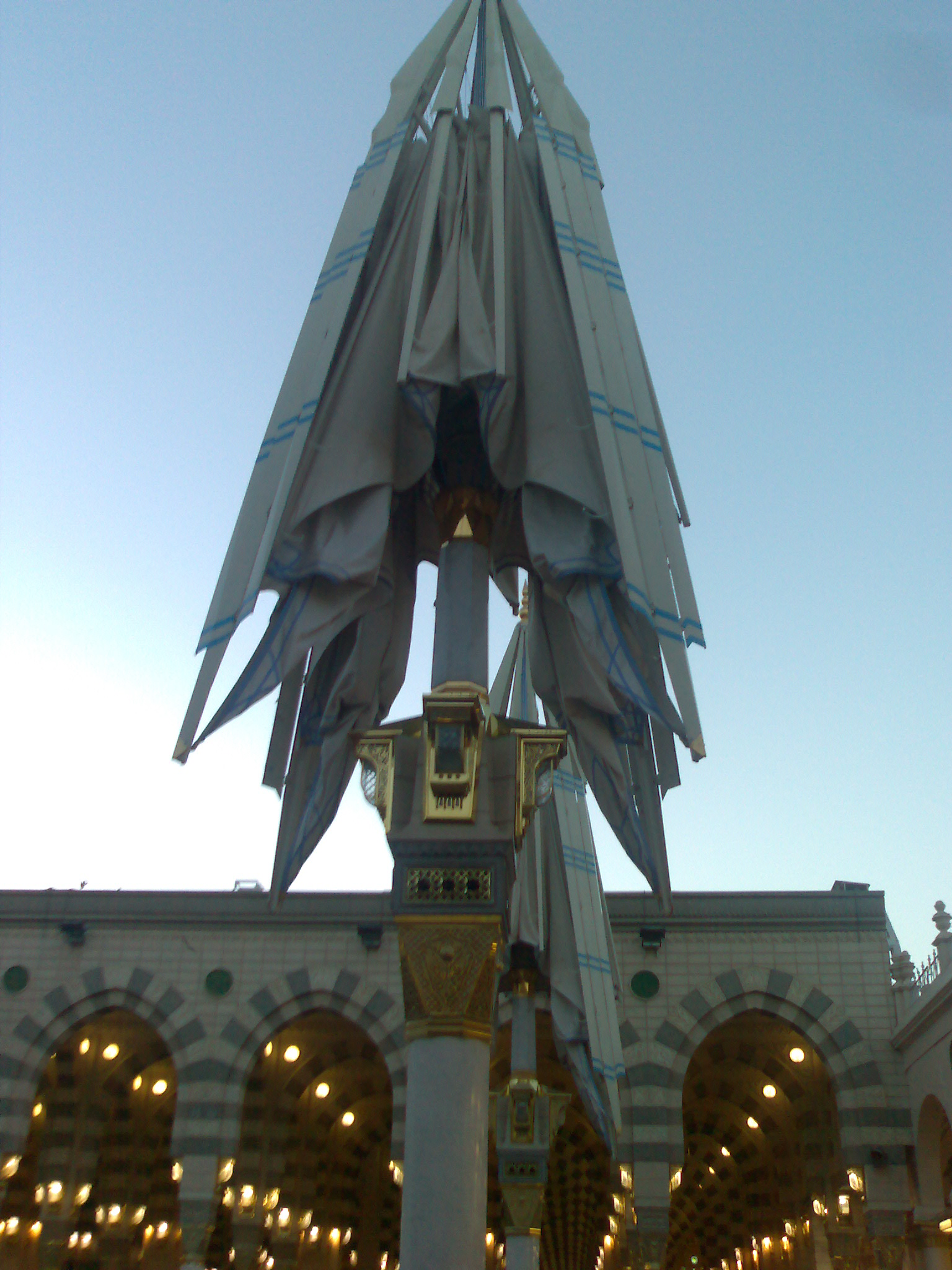
المظلات التي تم تركيبها في الصحن الداخلي للمسجد

قام الملك فهد بن عبد العزيز آل سعود بزيارة للمدينة المنورة في عام 1403هـ ومكث فيها حوالي شهر ونصف للوقوف على عمارة المسجد النبوي في التوسعتين السابقتين له وتقرير التوسعة الجديدة وحجمها، وأمره بتنفيذ التوسعة ليتضاعف مساحة المسجد عشر مرات ويستوعب أكبر عدد من المصلين، وتجعل مسجد رسول الله من أوسع المساجد في العالم وأجملها.

## الدراسة والتخطيط للمشروع

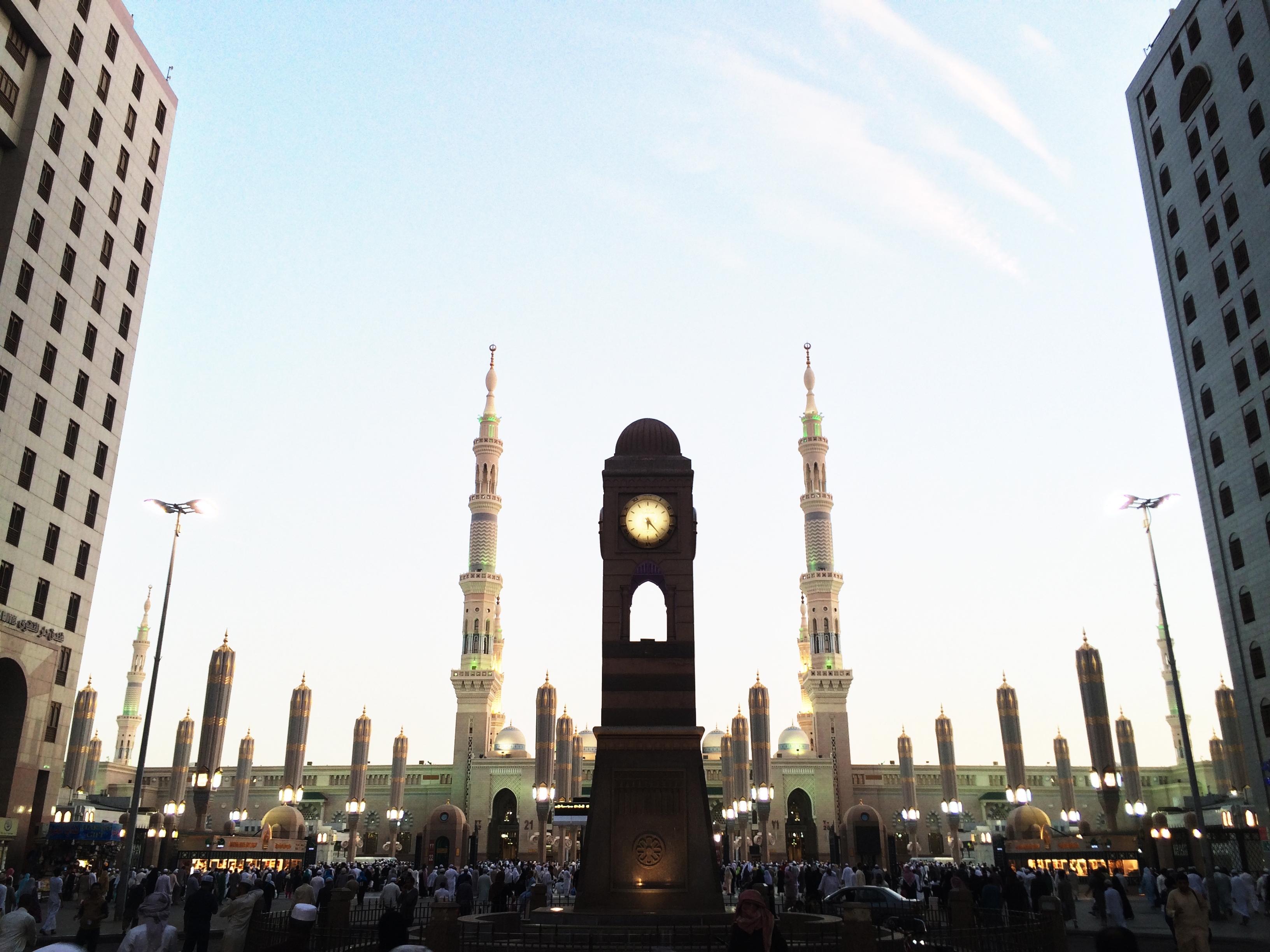
مدخل الحرم النبوي من البوابة 21 و 22

أصدر خادم الحرمين الشريفين الملك فهد الأمر السامي بتأليف لجنة وزارية برئاسته، للمتابعة والإشراف على هذا لمشروع حسب اختصاص كل أعضائها وصلاحيته، وبعد دراسة وافية لمشروع التوسعة واستعراض شامل للمشروع والمخططات الخاصة به والتكاليف قدمت اللجنة تقريراً مفصلاً إلى الملك فهد، عقد عدة اجتماعات ونقاشات حول هذا التقرير للخروج بأفضل نتائج وتوصيات تليق بهذا المسجد، والتي تتركز في النقاط الآتية:
1. مراعاة أن يستوعب مبنى المسجد النبوي الشريف أكبر عدد ممكن الزوار والمصلين.
2. أن يستفاد من التوسعة الجديدة من كل المساحات الممكنة من ميادين وشوارع وكذلك أسطح المبنى الجديد وتوفير مواقف للسيارات تحت ساحات الحرم
3. عدم التعرض للتوسعات السابقة، ومراعاة ذلك في عمليات الحفر والبناء مع الاخذ في الاعتبار التداخل والتجانس في العمارة داخلياً وخارجياً
4. تأمين إنارة وتكييف عالية الجودة، وتوفير أنظمة أمن وسلامة متطورة جداً وتركيب محطات كهربائية خاصة بالمسجد النبوي.
5. استخدام التقنيات الحديثة في تركيب الأجهزة والتمديدات الكهربائية للتكييف والإنارة والشبكة الإذاعية والتلفزيونية.

## وضع حجر الأساس
في عام 1405هـ يوم الجمعة الموافق 9 من شهر صفر زار الملك فهد المدينة المنورة ووضع حجر الأساس بيدة لمشروع توسعة الحرم النبوي، وكان الحجر المصنوع من الرخام الفاخر كتب عليه ( بسم الله وعلى بركة الله وتأسياً برسول الله ) وتم تثبيته بجانب المدخل الغربي للمقصورة التي بنيت في الجهة القلبية من العمارة المجيدية.

## إزالة الدور والمتاجر لصالح المشروع
بعد أن تم تعويض أصحاب الدور والمتاجر مقابل عقاراتهم فوراً، أمر الملك فهد بإتاحة الفرصة للسكان والتجار لبتدبروا أمرهم حتى يجدوا البدائل المناسبة، وعدم قطع الخدمات عندهم من ماء وكهرباء، وعند التأكد من انتقال الجميع في فترة تم تحديدها صدرت الأوامر بإزالت تلك الدور والمتاجر لصالح المشروع والتي وصل إجمالي مساحتها ( 100000م2 ).

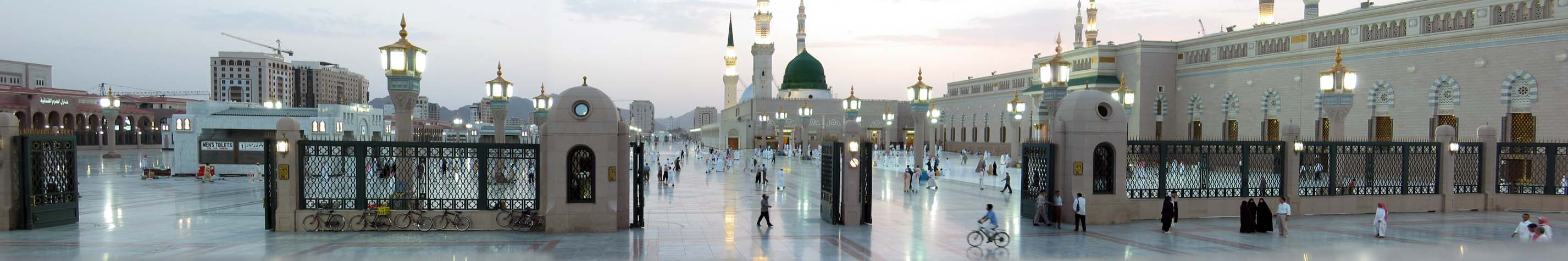
المسجد النبوي أثناء الشروق بعد التوسعة

## بدء تنفيذ المشروع
في يوم السبت 17 محرم 1406هـ، بدأت المعدات في حفر الأساس، وقد استخدمت معدات وآليات حديثة وضخمة وبطريقة فنية وآمنة روعي فيها أقصى شروط السلامة، ومن ثم المباشرة في إقامة القواعد الخراسانية، وأعقب ذلك وضع حديد تسليح الأعمدة ومد مواسير الحديد الخاصة بالتمديدات الكهربائية وغيرها، وبعد الانتهاء من أعمال الخراسانية والبناء في الطابق الأرضي الرئيسي بدأت أعمال التكسية والزخرفة لتغطية جدران المسجد وأعمدته، وبعد الفراغ من سقف الطابق الأرضي انتقل العمل إلي سطح المبنى وتبلغ مساحته ( 67000م2) ليستوعب أكبر عدد من المصلين، وغطيت أرض هذه المساحات بالرخام اليوناني الأبيض الذي ثبت صلاحيته في الأماكن المعرضة لحرارة الشمس عدم امتصاصة للحرارة .

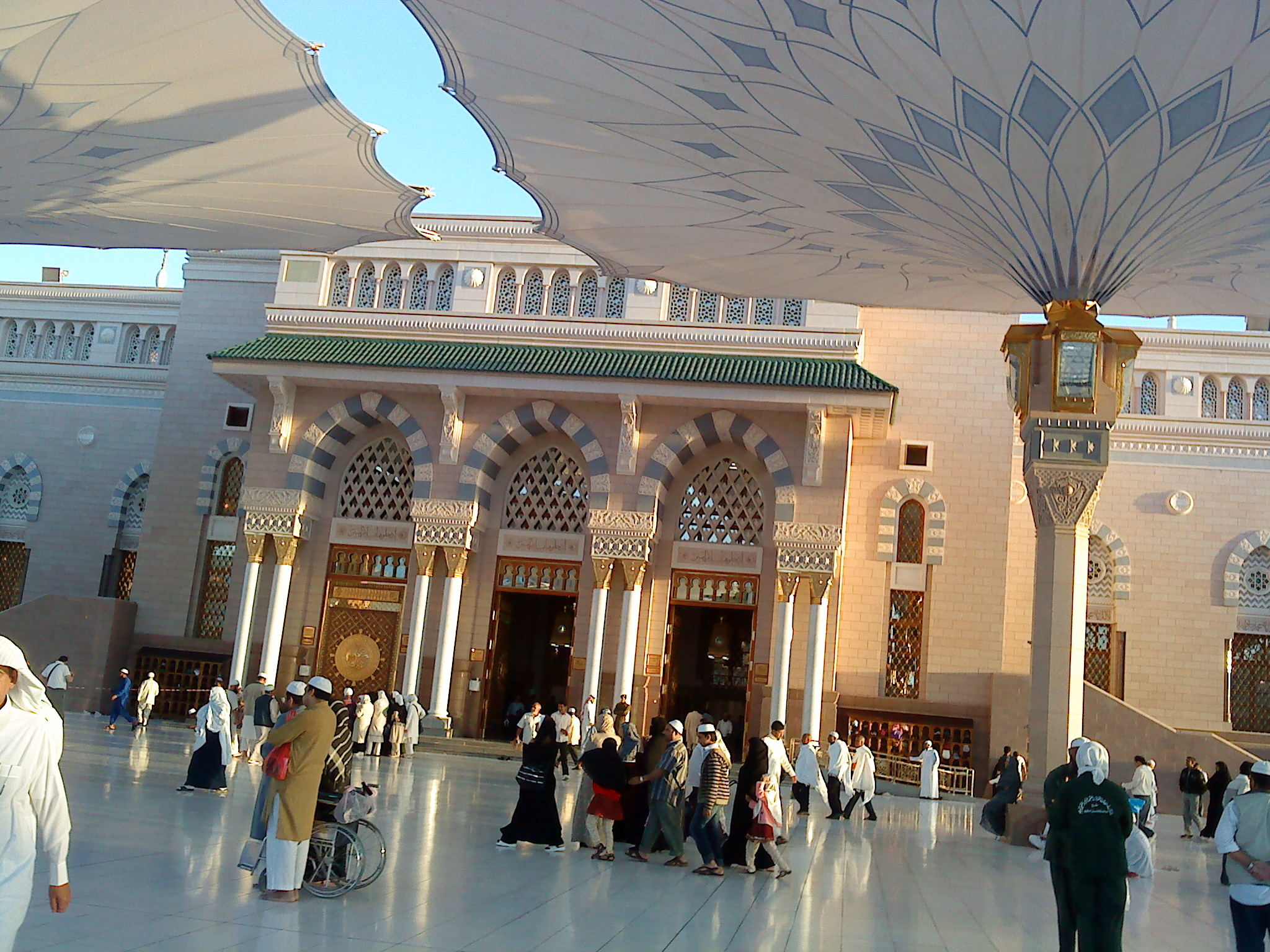
مدخل المسجد مع مظلة الخيام
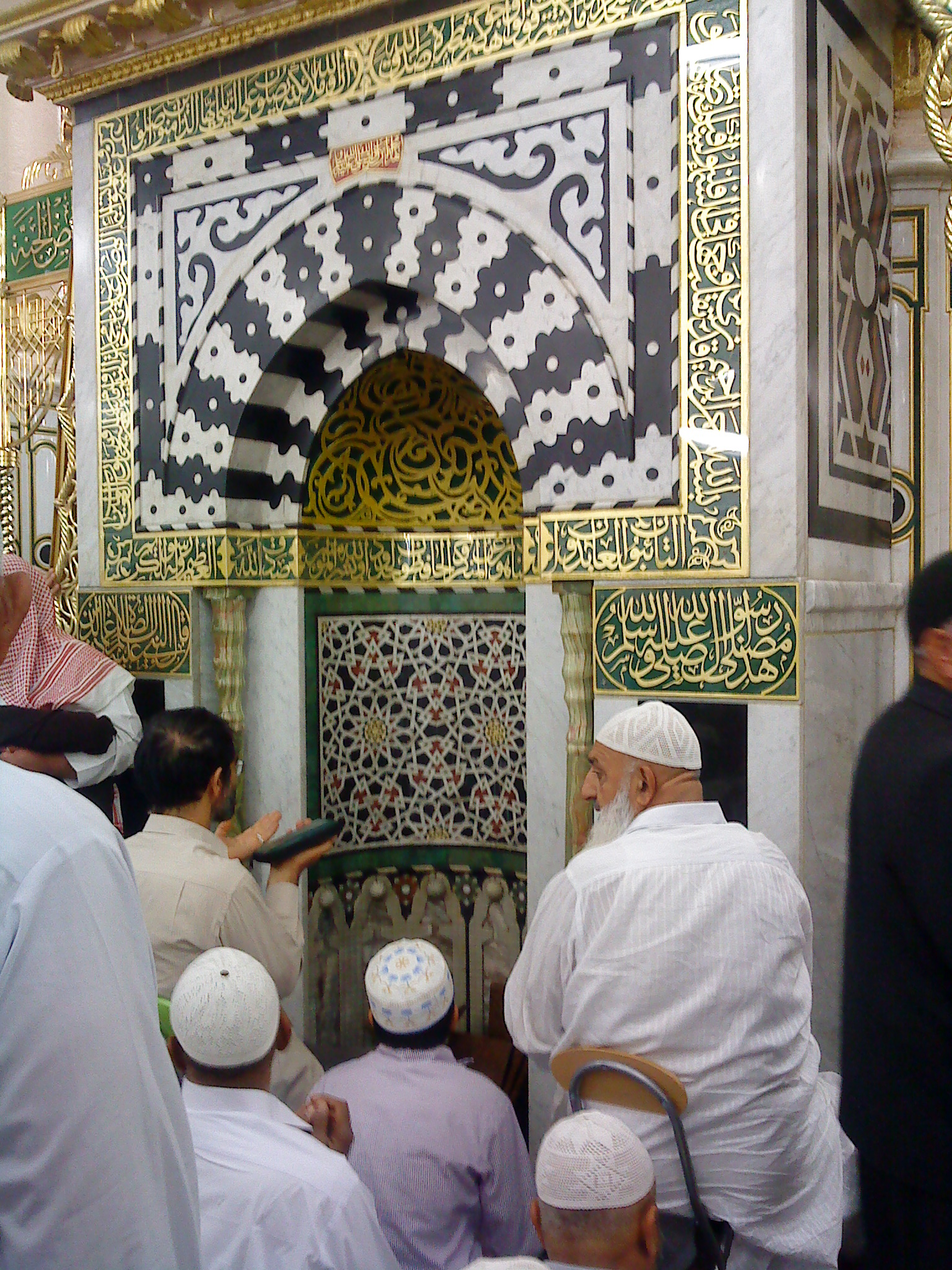
المحراب
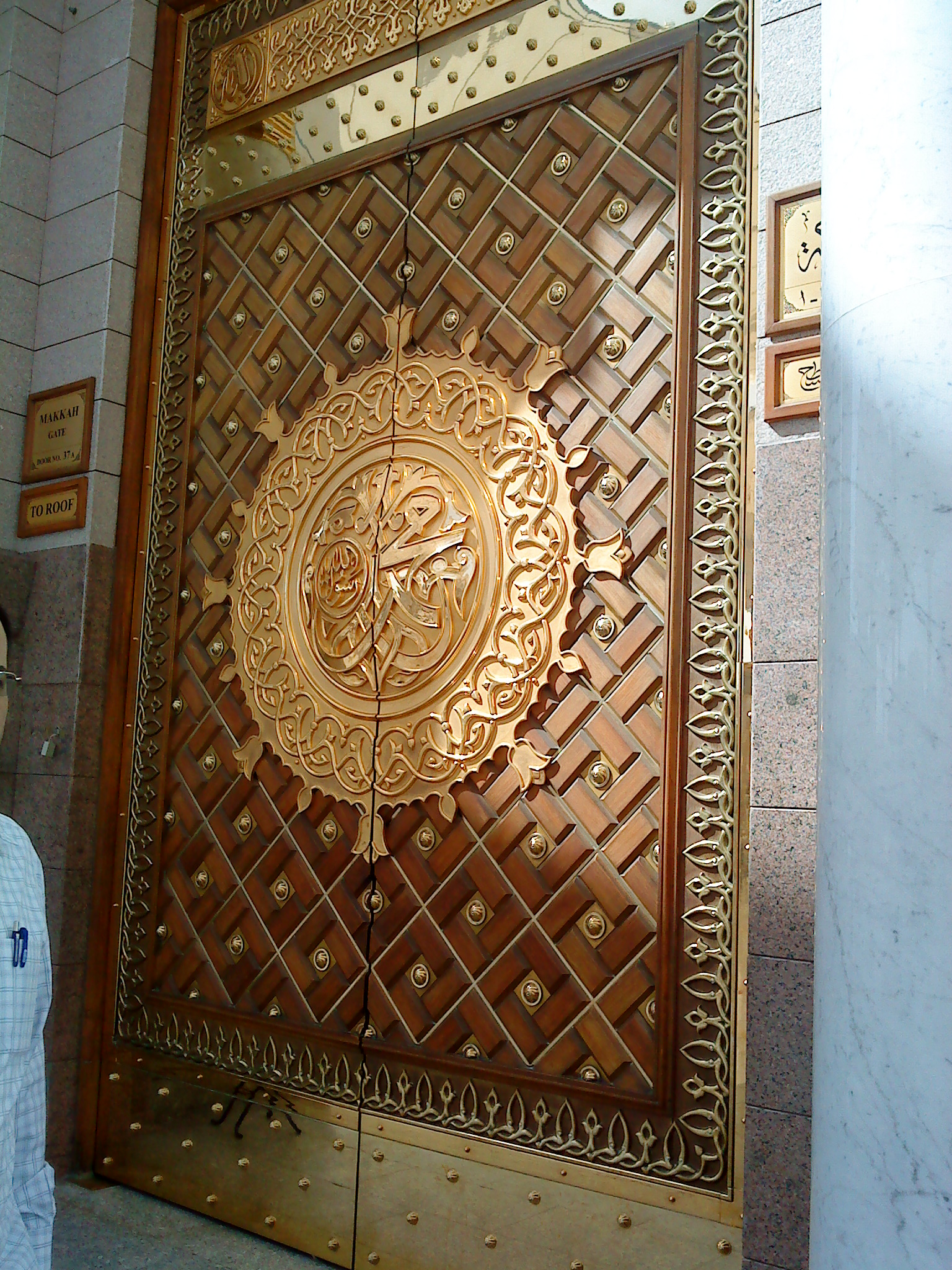
المخل الرئيسي
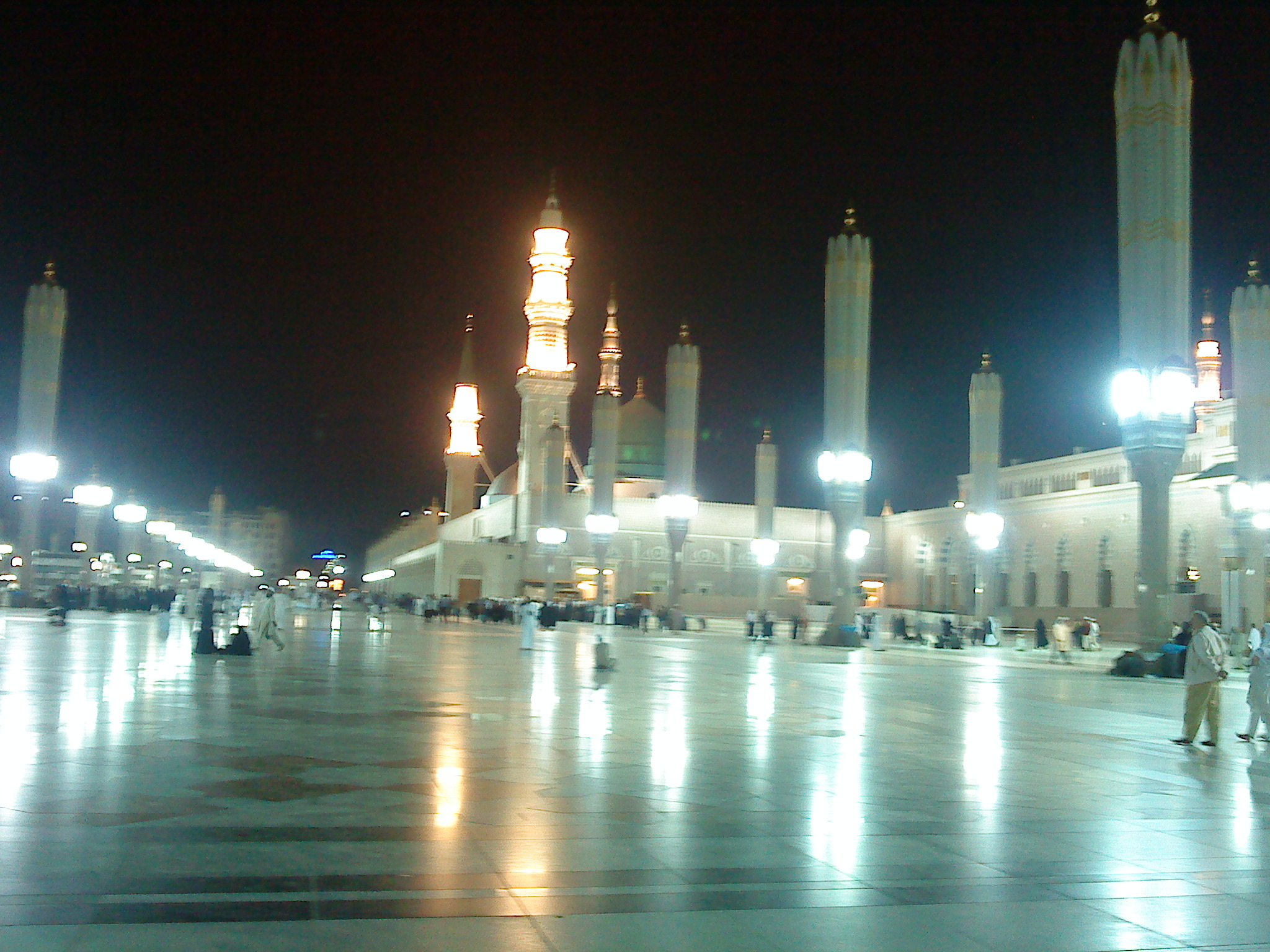
ساحات المسجد النبوي أثناء الليل
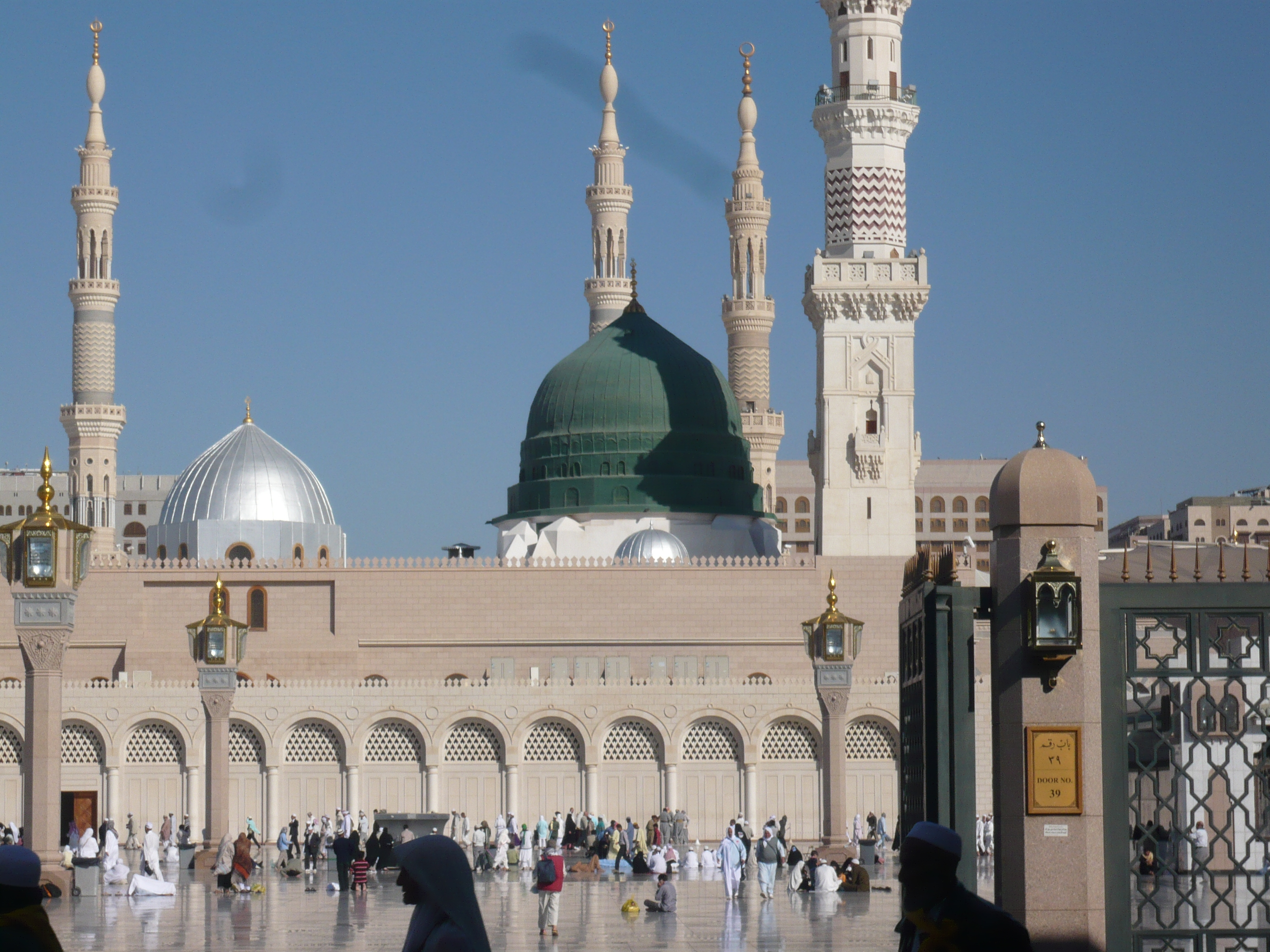
ساحات المسجد النبوي اثناء النهار

## القباب المتحركة

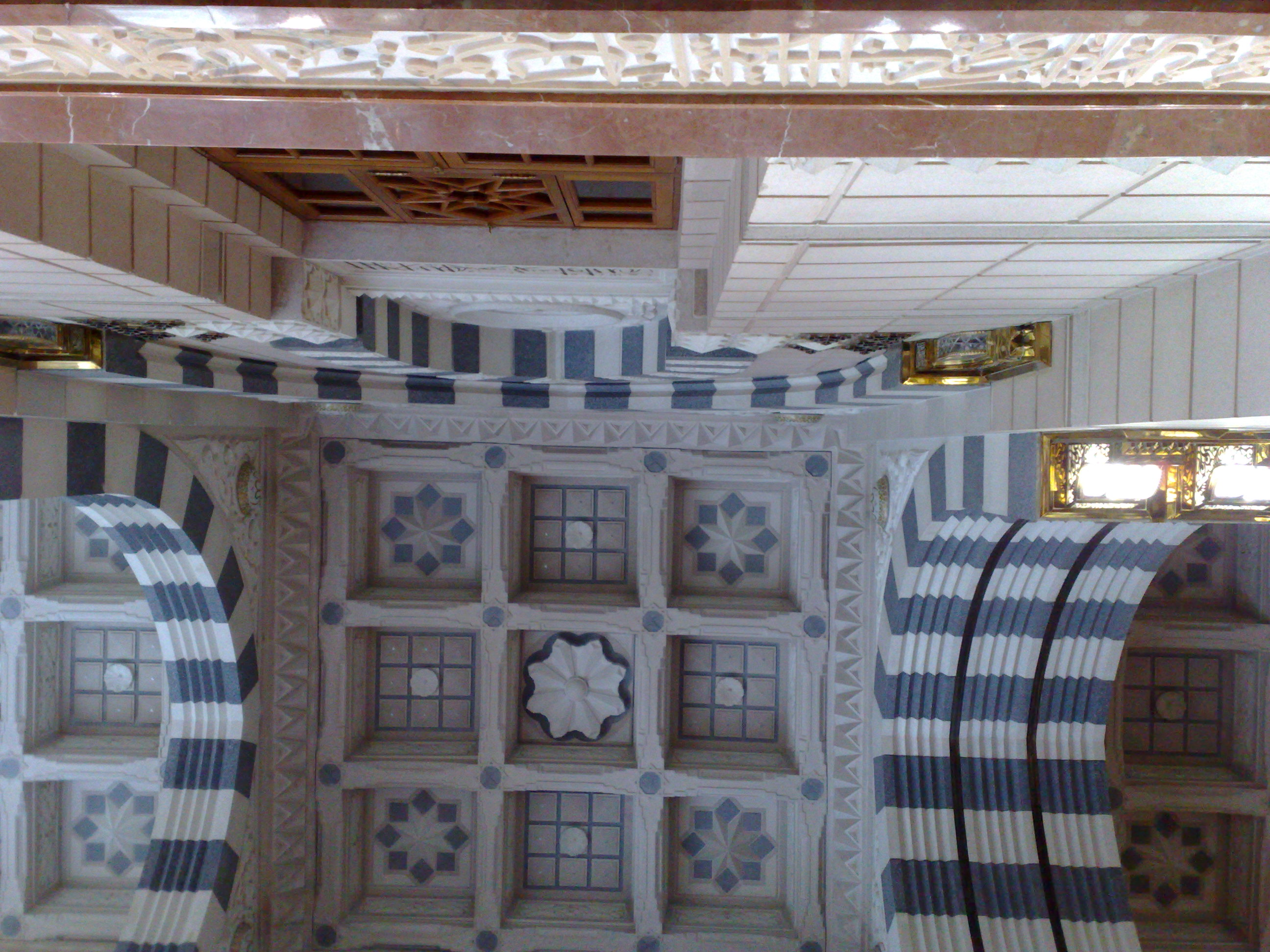
سقف المسجد النبوي من الداخل بدون تحرك القباب المتحركة

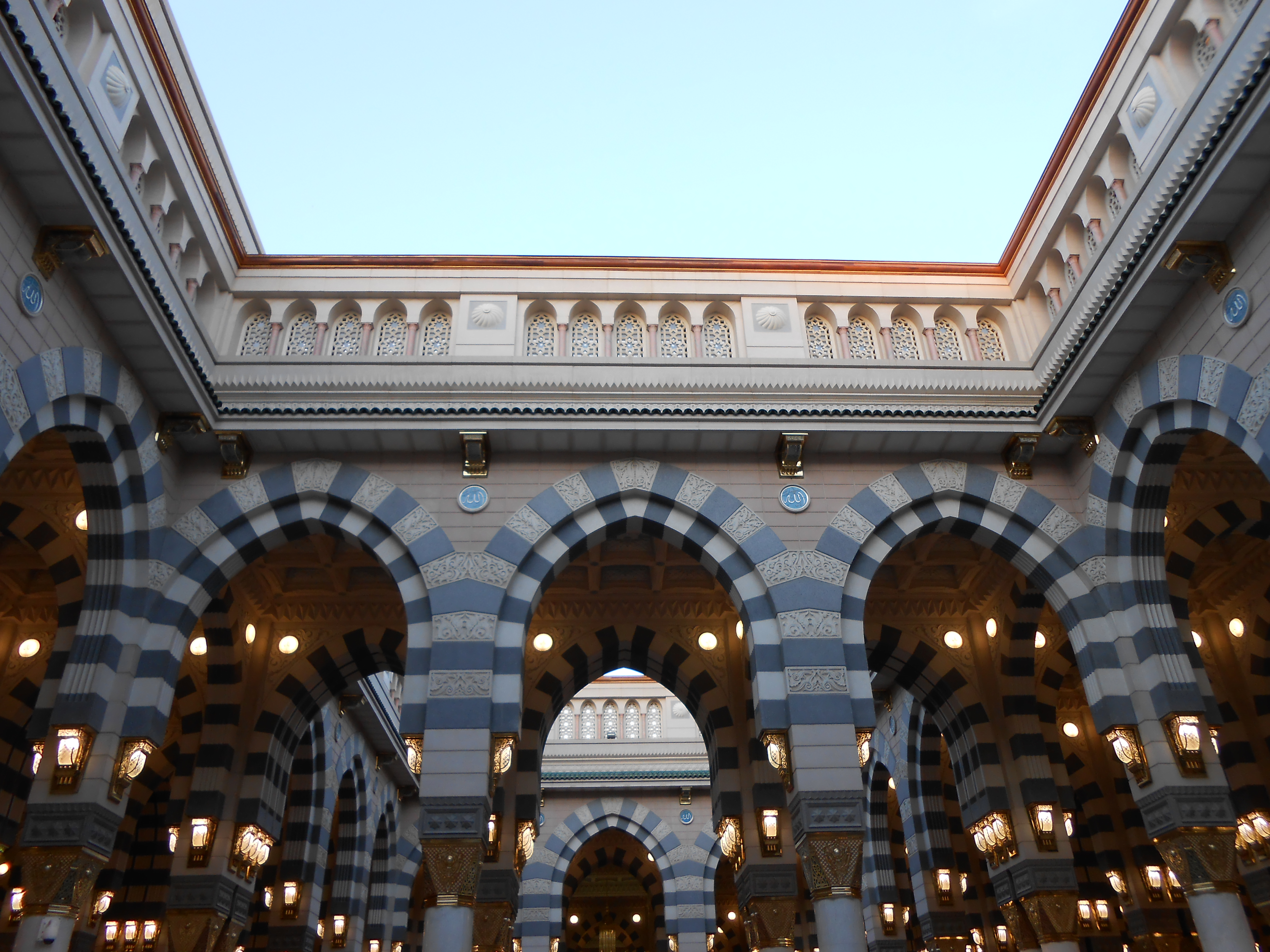
سقف المسجد النبوي من الداخل أثناء تحرك القباب المتحركة

الطابق الأرضي يحتوي على سبعة وعشرين فناءً، وغطيت هذه الأفنية بقباب تتوفر لها خاصية التحرك بسهولة على مجارٍ حديدية صممت لأول مره في عمارة المساجد وذلك للمساعدة على ضبط درجة الحرارة الداخلية للمسجد وحماية المصلين من المطر والبرد وأشعة الشمس، وتم تصميمها بطريقة مبتكرة ومتقنة ومواكبة جماليات العمارة الإسلامية.

## انظر ايضاً
- المدينة المنورة
- المسجد النبوي

## وصلات خارجية
- وكالة الرئاسة العامة لشؤون المسجد النبوي نسخة محفوظة 1 يوليو 2014 على موقع واي باك مشين.
- البث المباشر من المسجد النبوي
- أماكن ثلاثية الأبعاد: جولة في المسجد النبوي
- جولة ثلاثية الأبعاد في مجسّم مطابق للواقع للحجرة النبوية والروضة الشريفة على يوتيوب